# Куриловецька сільська рада
| Куриловецька сільська рада — колишній орган місцевого самоврядування у Жмеринському районі Вінницької області з адміністративним центром у с. Курилівці. Сільській раді підпорядковані населені пункти: - с. Курилівці - с-ще Василівка - с. Новоселиця |

## Склад ради
Рада складалася з 12 депутатів та голови.

## Керівний склад сільської ради
| ПІБ                              | Основні відомості                                                                 | Дата обрання | Дата звільнення |
| -------------------------------- | --------------------------------------------------------------------------------- | ------------ | --------------- |
| Кречківський Анатолій Феліксович | Сільський голова, 1969 року народження, освіта, член Народно-демократичної партії | 26.03.2006   | 31.10.2010      |
| Кречковський Анатолій Феліксович | Сільський голова, 1969 року народження, освіта вища, безпартійний                 | 31.10.2010   |                 |

Примітка: таблиця складена за даними джерела